# ウィ＝ディ＝ジョリ＝ヴィラージュ
ウィ＝ディ＝ジョリ＝ヴィラージュ （Wy-dit-Joli-Village）は、フランス、イル＝ド＝フランス地域圏、ヴァル＝ドワーズ県のコミューン。

## 地理
ウィ＝ディ＝ジョリ＝ヴィラージュは、ヴェクサン・フランセ地方の小さな村で、オベット川谷沿いの中に位置する。ポントワーズのおよそ20km西、パリの北西50km圏内にある。
コミューンには、教会やコミューン庁舎のあるブール（bourg）や、アンフェールと呼ばれる集落、そしてアズヴィルという集落がある。
1995年以降、コミューンはヴェクサン・フランセ地域圏自然公園に含まれている。

## 由来
12世紀にHuis、1337年にVy、そしてVuyであった。
地名の古いつづりが示すように、Huis、Vy、Wi、Wuic、Vic、Wy、Vicは、ラテン語で町を意味するvicusからきている。したがって、Village-dit-Joli-Village（読みはヴィラージュ＝ディ＝ジョリ＝ヴィラージュ、「ジョリ＝ヴィラージュという村」）という意味となり、重複していることになる。
別の語源によれば、「かわいらしい」「美しい」を意味するjoliは、敬意を表している。アンリ4世時代のウィは1200人の人口の村で、騎乗で通りを横断することが難しく、乗り物ではさらに不可能な、大きな石が転がる荒れた通りを持っていた。アンリ4世は愛妾ガブリエル・デストレを伴い狩りのため村を横切る際、村の名を尋ねた。家臣はWyであると答えた。王は「おお、なんとかわいらしい村であろう！（Ah ! le joli village）」と叫んだのだろう。

## 歴史
砕かれた燧石性石器と磨かれた燧石製石器の発見は、その地に先史時代から人が定住していたことを示している。
アンフェール集落はカルヴァン主義の歴史と結びついている。なぜならここにはユグノーの墓地があったからである。ジャン・カルヴァンは1532年から1535年までそこに住んでいた。
1870年の普仏戦争とそれに続くパリ包囲戦の間、村は幾度も、マニー＝アン＝ヴェクサンに駐留していたプロイセン軍を支援しなければならなかった。1871年3月10日、176人のプロイセン人と彼らの馬がウィに滞在し、村を略奪した。

## 人口統計
| 1962年 | 1968年 | 1975年 | 1982年 | 1990年 | 1999年 | 2006年 | 2015年 |
| ------ | ------ | ------ | ------ | ------ | ------ | ------ | ------ |
| 228    | 206    | 158    | 233    | 262    | 307    | 329    | 326    |

参照元:1962年から1999年までは複数コミューンに住所登録をする者の重複分を除いたもの。それ以降は当該コミューンの人口統計によるもの。1999年までEHESS/Cassini、2006年以降INSEE

## 史跡

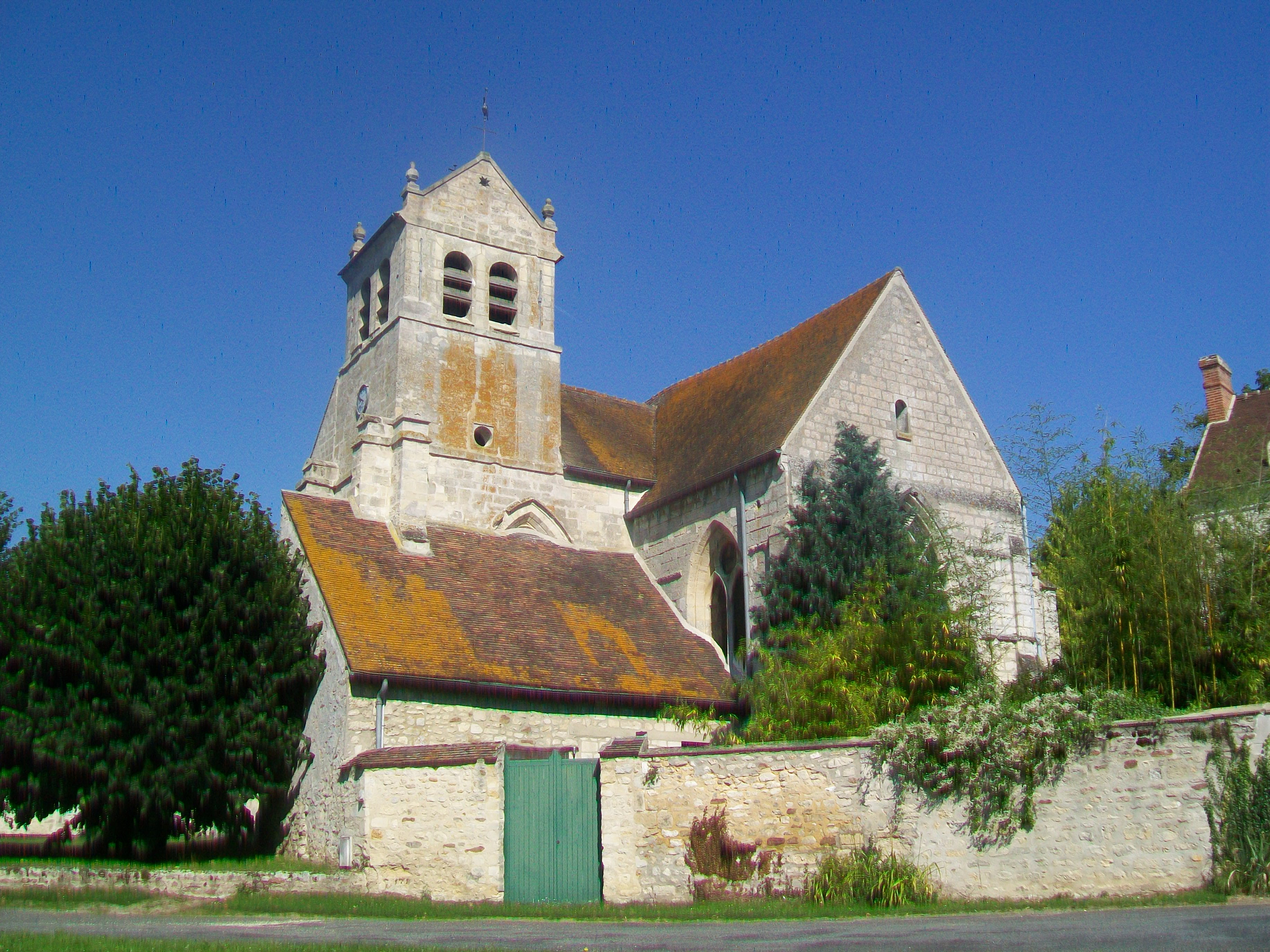
教会のシュヴェ
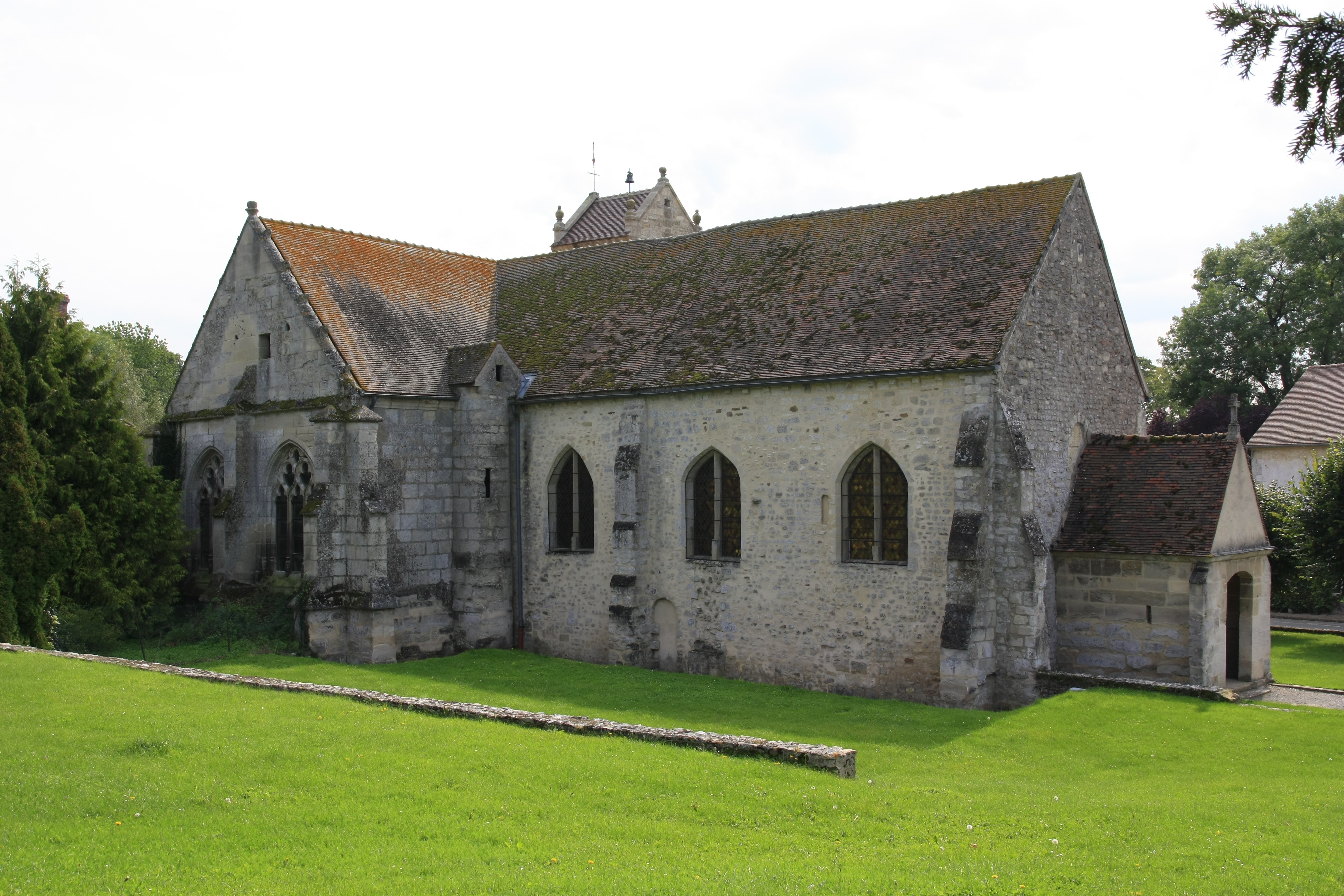
教会北側
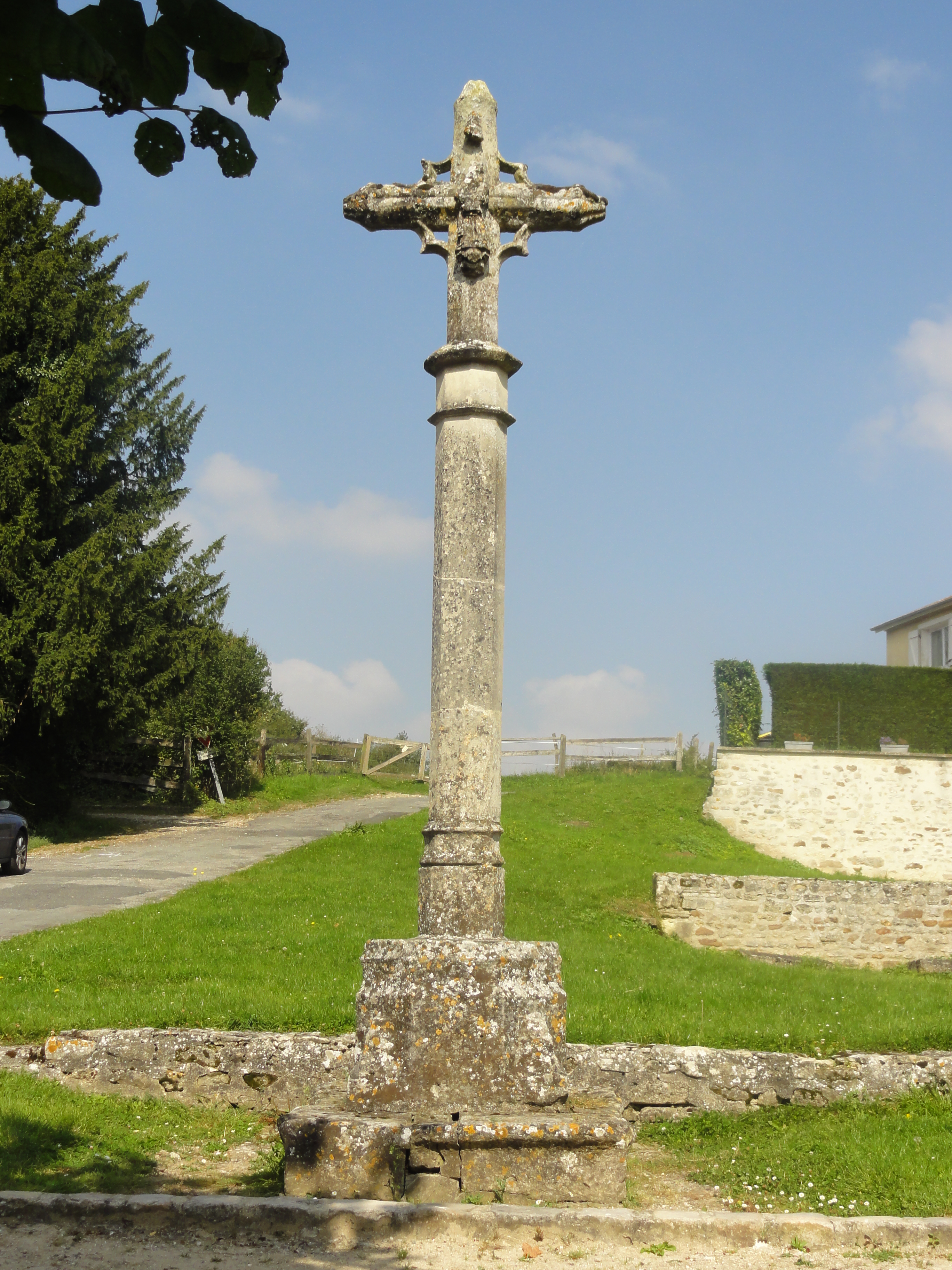
墓地の古い十字架
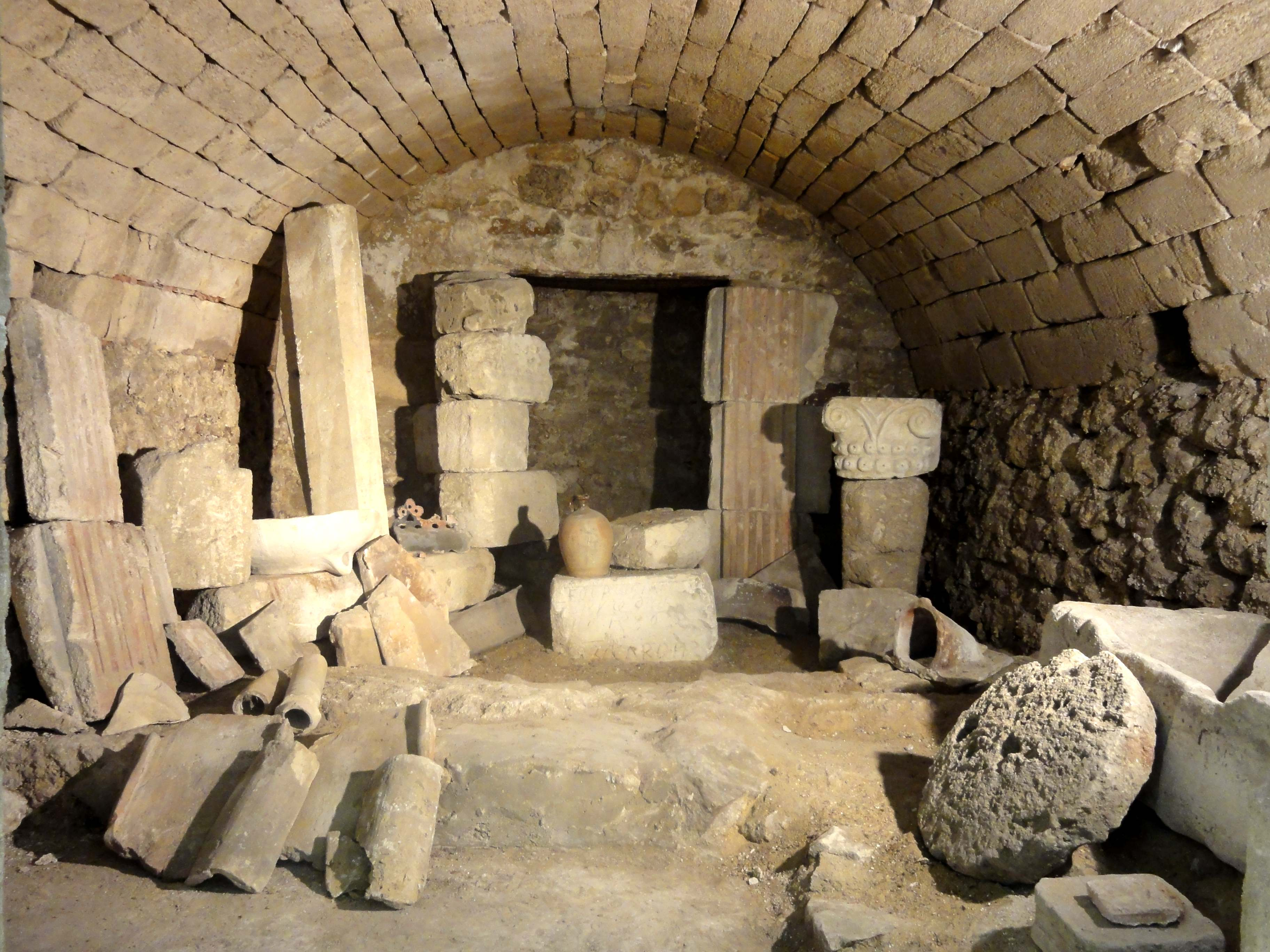
ガロ＝ローマ時代の浴場跡
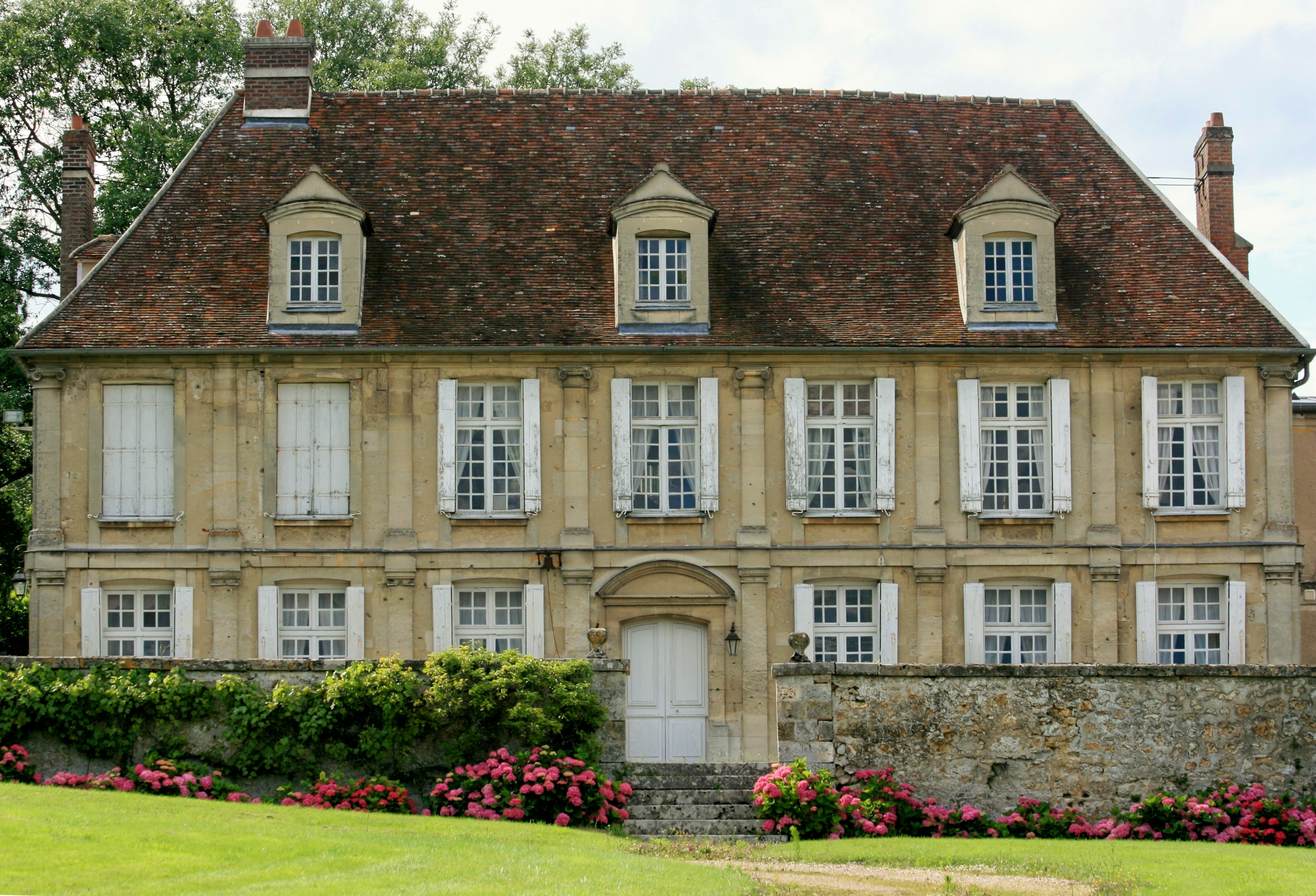
アズヴィルのマノワール

- ノートル・ダム・エ・サン・ロマン教会 - 歴史的記念物[6]。言い伝えによれば、この地方で生まれたとされる聖ロマンが625年頃建設。
- 墓地の古い十字架 - 歴史的記念物[7]
- ガロ＝ローマ時代の浴場跡 - ハイポコーストを備える。歴史的記念物[8]
- アズヴィルのマノワール - 1560年当時のアズヴィル領主が建てたルネサンス様式の邸宅。歴史的記念物[9]

## 参照
1. ↑  Mémoires de la Société historique et archéologique de Pontoise, du Val-d'Oise et du Vexin, Volumes 82 à 83, page 81.
2. 1 2  Source : Mulon 1997
3. ↑  http://cassini.ehess.fr/cassini/fr/html/fiche.php?select_resultat=41352
4. ↑  https://www.insee.fr/fr/statistiques/3293086?geo=COM-95690
5. ↑  http://www.insee.fr
6. ↑  http://www2.culture.gouv.fr/public/mistral/merimee_fr?ACTION=CHERCHER&FIELD_1=REF&VALUE_1=PA00080240
7. ↑  http://www2.culture.gouv.fr/public/mistral/merimee_fr?ACTION=CHERCHER&FIELD_1=REF&VALUE_1=PA00080239
8. ↑  http://www2.culture.gouv.fr/public/mistral/merimee_fr?ACTION=CHERCHER&FIELD_1=REF&VALUE_1=PA00080241
9. ↑  http://www2.culture.gouv.fr/public/mistral/merimee_fr?ACTION=CHERCHER&FIELD_1=REF&VALUE_1=PA00080242